# Jak zdobyć męża
Jak zdobyć męża (ang. Ask Any Girl) – amerykańska komedia romantyczna z 1959 roku w reżyserii Charlesa Waltersa.

## Fabuła
Meg Wheeler, młoda dziewczyna z prowincji, przybywa do Nowego Jorku. Zamierza znaleźć dobrą pracę i wspaniałego męża. Szybko znajduje pracę jako sekretarka w przedsiębiorstwie reklamowym. Ma jednak problem ze znalezieniem partnera, gdyż wszyscy mężczyźni widzą w niej jedynie obiekt seksualny. W końcu po porzuceniu poprzedniej posady znajduje nową pracę na Manhattanie w firmie marketingowej, którą zarządza dwóch braci: Evan i Miles. Meg zakochuje się w Evanie, ale ten szybko przestaje się nią interesować. Zawiedziona dziewczyna zwierza się ze swych rozterek sercowych Milesowi, który postanawia pomóc jej w odzyskaniu miłości jego brata.

## Główne role
- David Niven – Miles Doughton
- Shirley MacLaine – Meg Wheeler
- Gig Young – Evan Doughton
- Rod Taylor – Ross Tayford
- Jim Backus – Maxwell
- Claire Kelly – Lisa
- Elisabeth Fraser – Jennie Boyden
- Dodie Heath – Terri Richards
- Read Morgan – Bert